# 网络模体
复杂的生物调控网络可以分解为一些基本的结构单元。其中最简单的网络模体是自调控的正反馈和负反馈回路。 其他常见的网络模体包括信号级联传导网络（cascade）、反馈环（feedback loops）和前馈环（feed-forward loops）等。这些网络模体是在细胞真实网络中出现频率高的基本单元。

## 网络拓扑与功能的对应关系：
·自调控的正反馈-延缓响应时间、产生双稳态。
·自调控的负反馈-加快基因回路的响应时间、对生成速率的波动有鲁棒的性质。
·相互抑制的基因调节网络-按键式开关，也是具有双稳态的记录装置
.非一致型前馈环-自适应、脉冲发生器、信号敏感的响应加速器
.一致型前馈环-信号敏感的延迟元件、非对称的滤波器
.三节点负反馈回路-振荡器
.单输入模块-调节参与特定的代谢途径的基因。这个模块是由主转录因子来控制一组相关的基因，可产生时间上的顺序关系。有两个主要类型“后进先出”型和“先进先出”型。

## 网络的特征
.层级性
.模块化
.鲁棒性
.结构冗余性
.网络进化

## 网络组合设计的原则：
·生物网络在一定程度上可以看做由功能上相对独立的模块构成。例如细胞周期调控模块、DNA修复损伤模块等
·设计基因网络，应该以受扰动变化最小的参数来决定网络功能。
·超过三节点的网络，已无法通过穷举筛选。因此，采用逆向工程的理论计算和模块组合的方法来构造多节点、多功能的网络，筛选出较高鲁棒性网络模块。